# 9K38 Igła

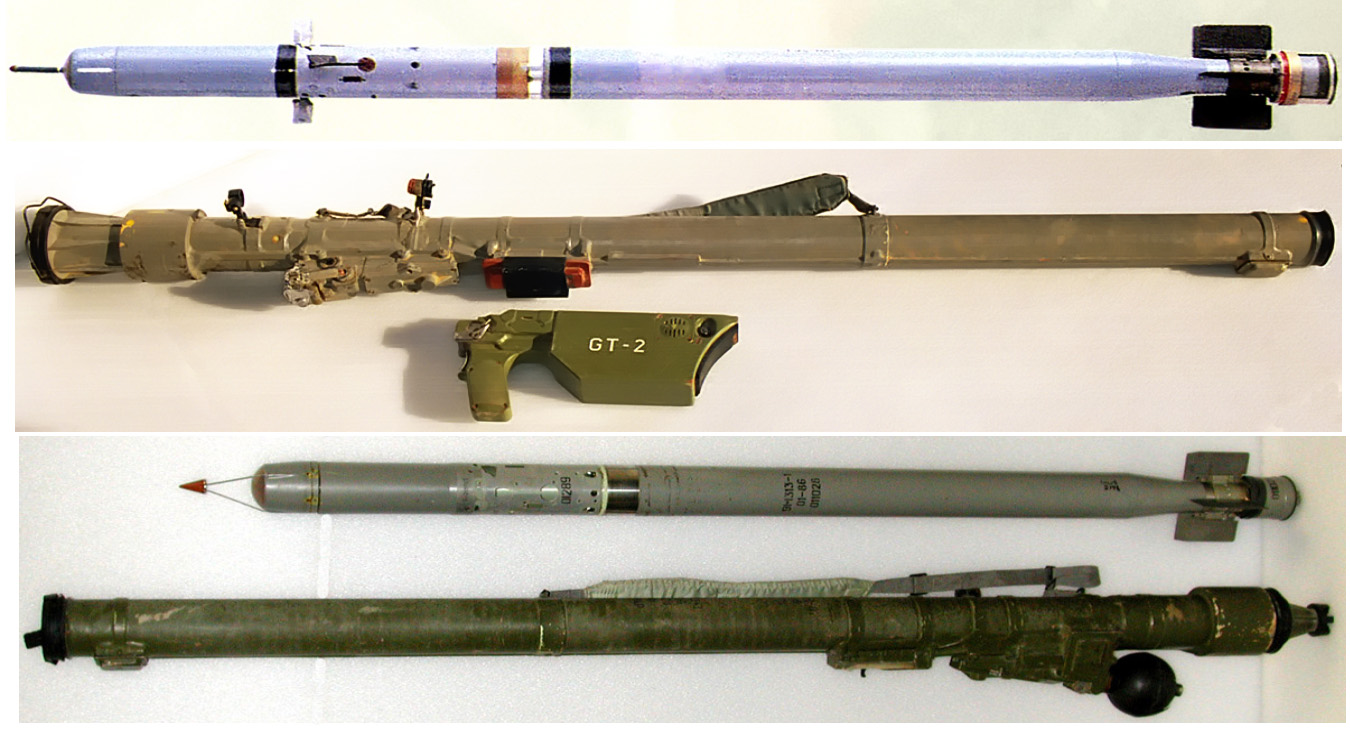
wyrzutnia z pociskiem przeciwlotniczym Igła oznaczenie ros. ГРАУ 9K38 (trans. GRAU 9K38) ozn. NATO SA-18 Grouse

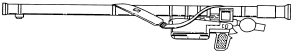
9K38 Igła

9K38 „Igła” – radziecki/rosyjski ręczny, naprowadzany na podczerwień system pocisków ziemia-powietrze. Oznaczenie NATO SA-18 Grouse.
Istnieje wariant pocisku 9K310 „Igła-1” (oznaczenie NATO SA-16 Gimlet) oraz wersja morska „Igła-M” (oznaczenie NATO SA-N-10 Grouse).

## Historia
Prace nad pociskiem rozpoczęły się w 1971 roku. Był to nowy projekt, a nie rozwój istniejących pocisków kierowanych typu 9M32 Strzała-2.
Problemy techniczne spowodowały opóźnienie w pracach, więc w 1978 podzielono program na dwie części: pierwszą, w której kontynuowano projektowanie „pełnowartościowej” Igły, oraz drugi projekt z uproszczonym pociskiem Igła-1.
„Pełnowartościowa” Igła 9K38 (oznaczenie NATO SA-18 Grouse) z pociskiem 9M39 została zaakceptowana w 1983.
Podczas testów prowadzonych w Finlandii i porównań do francuskiego pocisku Mistral, stwierdzono, że 9K38 Igła (mająca mniejszą głowicę bojową) ma krótszy zasięg i niższą czułość, za to większą odporność na zakłócenia.
Pod koniec lat 80. podjęto przygotowania do uruchomienia produkcji licencyjnej zestawu 9K310 Igła-1E w Polsce, w zakładach Mesko, w związku z czym zakupiono część dokumentacji, natomiast głowice samonaprowadzające, silniki i mechanizmy startowe miały być dostarczane z ZSRR. Na skutek przemian ustrojowych na początku lat 90. zrezygnowano z uruchomienia produkcji pocisku wymagającego dostaw z ZSRR i zdecydowano o rozpoczęciu prac nad własnym, bardziej perspektywicznym pociskiem tej kategorii, korzystając z przygotowań do wdrożenia licencji Igły-1, czego efektem było skonstruowanie pocisków Grom. W pierwszej wersji Grom-I pocisk wykorzystywał jeszcze elementy importowane Igły, w tym związane z głowicą samonaprowadzającą.

## Użycie
Igła oraz Igła-1 zostały wyeksportowane przez Rosję do ponad 30 krajów świata.
2 maja 1999 ofiarą pocisku przeciwlotniczego Igła padł samolot F-16C Block 40 z 555. eskadry 31. dywizjonu, wykonujący misję bojową w ramach operacji Allied Force w czasie wojny w Kosowie.
17 kwietnia 2022 ukraińscy żołnierze podczas rosyjskiej inwazji na Ukrainę zestrzelili w obwodzie charkowskim rosyjski śmigłowiec Ka-52 za pomocą radzieckiej wyrzutni pocisków Igła.
22 maja 2022 r. pod Popasną, żołnierze 80. oddzielnej powietrznodesantowej brygady szturmowej Sił Zbrojnych Ukrainy przy użyciu „Igły” zestrzelili samolot szturmowy Su-25 pilotowany przez rosyjskiego generała rezerwy Kanamata Botaszewa.
28 czerwca 2024: Gwardia Narodowa Ukrainy poinformowała o zestrzeleniu w obwodzie donieckim rosyjskiego samolotu szturmowego Su-25.

## Dane taktyczno-techniczne
- Masa:
  - pocisku: 10,8 kg
  - wyrzutni: 7,15 kg
- Długość: 1700 mm
- Średnica: 70 mm
- Maksymalna prędkość celu: 360 m/s
- Minimalny pułap celu: 10 m
- Maksymalny pułap celu: 3500 m
- Maksymalna prędkość: 800 m/s
- Średnia prędkość rakiety: 600 m/s
- Maksymalny zasięg rażenia: 5000 m
- Czas przejścia w położenie bojowe: 10 s
- Okres przechowywania: 10 lat

prawdopodobieństwo trafienia:0,38-0,58